# Mitrídates I de Cío
Mitrídates I de Cío fue gobernador de la ciudad de Cío, en Misia, entre los años 402 a. C. y 362 a. C., por cuenta del Imperio persa.
Hijo de Ariobarzanes I de Cío, es mencionado por Jenofonte como autor de traición contra su padre, y aludido por Aristóteles en el mismo sentido. No es probable que sea el personaje del mismo nombre que acompañó a Ciro el Joven en sus campañas, pues no hay pruebas de ello. Tampoco es presumible que sea el Mitrídates mencionado por Jenofonte como sátrapa de Capadocia y Licaonia. Murió hacia el año 362 a. C., siendo sucedido por su hijo Ariobarzanes II.